# Cristian Bonilla (labdarúgó, 1993)
Cristian Harson Bonilla Garzón (Manizales, 1993. június 2. –) kolumbiai labdarúgó, a La Equidad kapusa.